# Max Wolf
Maximilian Franz Joseph Cornelius Wolf (Heidelberg, 21 de juny de 1863 - 3 d'octubre de 1932) va ser un astrònom alemany.

## Biografia
El 1888 es va llicenciar en la Universitat de Heidelberg i en 1890 va ingressar a l'esmentada institució com a professor d'Astronomia on va fundar l'Observatori de Heidelberg-Königstuhl.
Treballant a Heidelberg va descobrir 248 asteroides (20 al costat d'altres astrònoms), sent el primer (323) Brucia, en 1891. Va ser pioner en l'aplicació de la fotografia astronòmica per automatitzar el descobriment d'asteroides en oposició al clàssic mètode visual. En les fotografies de llarga exposició els asteroides es mostren com a curtes línies a causa del seu moviment respecte del fons fix de les estrelles facilitant la seva detecció. L'adopció d'aquest mètode va accelerar enormement el descobriment d'asteroides.
Entre els seus múltiples descobriments està (588) Aquiles, el primer asteroide troià descobert el 1906 i (594) Mireille, així com uns altres dos troians: (659) Nestor i (884) Priamus. A més va descobrir (887) Alinda el 1918 asteroide que avui dia se sap que creua la trajectòria de la Terra.
El Centre de Planetes Menors acredita els seus descobriments com M. F. Wolf; corresponent les inicials M. Wolf a Marek Wolf.
Va descobrir o en va codescobrir alguns cometes incloent 14P/Wolf/Wolf i 43P/Wolf-Harrington/Wolf-Harrington.

## Premis i reconeixements
Va guanyar la medalla d'or de la Reial Societat Astronòmica el 1914 i la Medalla Bruce en 1930. Curiosament aquest últim premi i el primer asteroide que va descobrir van ser així anomenats en honor de la mateixa persona: Catherine Wolfe Bruce.
Un cràter lunar porta el seu nom, així com els asteroides (1217) Maximiliana i (827) Wolfiana es van nomenar en el seu honor.